# Крюкова, Тамара Шамильевна
Тамара Шамильевна Крюкова (14 октября 1953 года, Дзауджикау, СССР) — автор книг для детей и юношества. Работает в разных жанрах и для читателей разного возраста. В её библиографии есть фантастические и реалистические повести, повести-сказки, рассказы, сказки и стихи. Её книги переведены на немецкий, польский, словацкий, чешский, венгерский, болгарский, украинский, литовский, азербайджанский, армянский и киргизский языки.

## Биография
Окончила с отличием факультет иностранных языков Северо-Осетинского государственного университета. Работала переводчиком в Египте, преподавателем английского языка в одном из столичных вузов. Вместе с мужем была в командировке в Южном Йемене, где и родилась первая книга «Тайна людей с двойными лицами».
Собственные книги Тамары Шамильевны начали выходить с 1996 года, однако и несколькими годами ранее в журнале «Мурзилка» публиковались её произведения, в частности «Дом вверх дном». С 1997 года является членом Союза писателей России. Признание пришло позже. Начиная с 2004 года, она ежегодно получает награды за своё творчество. В 2004 году становится лауреатом Международного театрального фестиваля «Счастливые дети». В 2005 году — лауреатом первой премии Международного общественного фонда «Русская культура» за возрождение литературы для подростков России. В 2006 — лауреатом первой премии конкурса на лучшую книгу о подростках, проводимого Издательским советом Русской православной церкви. В 2007 — лауреатом первой премии IV Всероссийского конкурса произведений для детей и юношества «Алые паруса», проводимого Федеральным агентством по печати и массовым коммуникациям. А в 2008 — лауреатом Премии Правительства Российской Федерации в области образования. Эта награда получена за работу над комплектом учебников «Русский язык», который получил статус федерального.
Она является председателем оргкомитета Международного молодёжного проекта «Мы пишем книгу мира», инициированного Московским городским Дворцом детского (юношеского) творчества.
По её произведениям сняты два полнометражных художественных фильма: молодёжная романтическая история по повести «Костя+Ника» и кинокомедия «Потапов, к доске!». Фильм «Костяника. Время лета» завоевал многочисленные награды, в том числе Гран-при XIV Международного кинофестиваля «Артек», X Всероссийского фестиваля «Орленок», VI Международного детского фестиваля искусств «Кинотаврик», IV Международного фестиваля стран АТР «Pacific Meridian» и др.
В 2007 году Тамара Крюкова представляла Россию на Международном фестивале «БиблиОбраз» в программе «Открывая друг друга», цель которой познакомить читателей разных стран с современными авторами, пишущими для подростков и детей.

## Список книг
От 3 лет
- «Крошка ёжик».
- «Автомобильчик Бип»
- «Паровозик Пых»
- «Смелый кораблик»

От 5 лет
- «Озорные истории»
- «Кенгурёнок Руни»
- «Динозаврик ищет маму»

От 6 лет
- «Сказки Дремучего леса»
- «Лесные мошенники»
- «Кошки-мышки»
- «Лесная аптека. Сказки о лекарственных растениях»
- «Весёлый хуторок»
- «Сказки почемучки»
- «Тайна людей с двойными лицами»

Книги для младших школьников
От 7 лет
- «Вот так цирк!»
- «Дом вверх дном»
- «Ровно в полночь по картонным часам»
- «Калоша волшебника»
- «Калитка счастья, Или спасайся кто может!»

От 8 лет
- «Чудеса не понарошку»
- «Маг на два часа»

- Повторение пройденного
- Женька Москвичев и его друзья
- Кот на счастье

От 10 лет
- «Чародейка с задней парты»
- «Потапов, к доске!»
- «Повторение пройденного»
- «Невыученные уроки»
- «Гордячка»
- «Заклятие гномов»
- «Кубок чародея»
- «Узник зеркала»
- «Лунный рыцарь»
- «Волшебница с острова Гроз»
- «Чёрный альбатрос»
- «Хрустальный ключ»
- «Двери»

От 12 лет
- «Ловушка для героя»
- «Гений поневоле»
- «Призрак сети»
- «Дневник Кото-сапиенса»
- «Блог Кото-сапиенса»

От 14 лет
- «Костя+Ника»
- «Единожды солгавший»
- «Телепат»
- «Триптих в черно-белых тонах»

Познавательные книги
- «Познавай-ка»
- «Устный счёт» (в стихах)
- «Арифметика» (в стихах)
- «Простая арифметика» (в стихах)
- «Весёлый букварь. От А до Я»
- «Азбука для малышей»
- «Звериная азбука»

Современная проза
- «На златом крыльце сидели...»
- «Двери города книг»
- «Опасайтесь волшебства!»

Аудиокниги
- Гордячка
- Заклятие гномов
- Дом вверх дном
- Алле-оп! Или Тайна чёрного ящика
- Паровозик Пых.
- Смелый кораблик
- Автомобильчик Бип
- Костя+Ника
- Сказки Дремучего леса (в исполнении автора)
- Призрак сети
- Чудеса не понарошку
- Чародейка с задней парты
- Ровно в полночь по картонным часам
- Повторение пройденного
- Потапов, к доске!
- Женька Москвичёв и его друзья